# Lućmierz (Zgierz)
Lućmierz – część miasta Zgierz w województwie łódzkim, w powiecie zgierskim, do 1954 roku wieś. Leży nad rzeką Lindą, dopływem Bzury, na północnym zachodzie Zgierza, w rejonie ulicy Grotnickiej. 
Wchodzi w skład osiedla Proboszczewice-Lućmierz, stanowiącego jednostkę pomocniczą gminy Zgierz.

## Historia
Dawniej samodzielna miejscowość. Od 1867 w gminie Lućmierz. W okresie międzywojennym należała do powiatu łódzkiego w woj. łódzkim. W 1921 roku wieś Lućmierz liczyła 242 mieszkańców a folwark Lućmierz – 225. 1 września 1933 Lućmierz utworzył gromadę w granicach gminy Lućmierz. Podczas II wojny światowej włączona do III Rzeszy.
Po wojnie Lućmierz powrócił do powiatu łódzkiego woj. łódzkim, gdzie stanowił jedną z 19 gromad gminy Lućmierz. W związku z reorganizacją administracji wiejskiej jesienią 1954, Lućmierz wszedł w skład nowej gromady Proboszczewice, a po jej zniesieniu 1 stycznia 1970 – do gromady Słowik. W 1971 roku liczył 186 mieszkańców.
Od 1 stycznia 1973 w gminie Zgierz. W latach 1975–1987 miejscowość należała administracyjnie do województwa łódzkiego.
1 stycznia 1988 Lućmierz (193,08 ha) włączono do Zgierza.